# Orthizema transsylvanicum
Orthizema transsylvanicum är en stekelart som först beskrevs av Kiss 1924.  Orthizema transsylvanicum ingår i släktet Orthizema och familjen brokparasitsteklar. Inga underarter finns listade i Catalogue of Life.